# Lorantàcies
Lorantàcia, lorantàcies o Loranthaceae és una família de plantes amb flors. Consta d'uns 75 gèneres i unes 1.000 espècies de plantes llenyoses, moltes d'elles semiparàsites. Totes excepte tres tenen els hàbits del vesc (viure sobre els arbres). Les tres espècies terrestres són Nuytsia floribunda – l'arbre de Nadal australià, Atkinsonia ligustrina –un escàs arbust australià– i les espècies sudamericanes de Gaiadendron punctatum.
De bon principi la família contenia totes les espècies amb l'hàbit del vesc, però els gèneres Viscum i Phoradendron pertanyen ara a la família Viscaceae, que de vegades s'inclou dins la família Santalaceae.
El sistema classificatori APG II (2003) assigna aquesta família a l'ordre Santalales, en el clade core eudicots.
Gèneres
| - Actinanthella - Aetanthus - Agelanthus - Alepis - Amyema - Amylotheca - Atkinsonia - Bakerella - Baratranthus - Benthamina - Berhautia - Cecarria - Cladocolea - Cyne - Dactyliophora - Decaisnina - Dendropemon - Dendropthoe - Desmaria | - Diplatia - Distrianthes - Elytranthe - Emelianthe - Englerina - Erianthemum - Gaiadendron - Globimetula - Helicanthes - Helixanthera - Ileostylus - Ixocactus - Kingella - Lampas - Lepeostegeres - Lepidaria - Ligaria - Loranthus - Loxanthera | - Lysiana - Macrosolen - Moquiniella - Muellerina - Notanthera - Nuytsia - Oliverella - Oncella - Oncocalyx - Oryctanthus - Oryctina - Panamanthus - Papuanthes - Pedistylis - Peraxilla - Phragmanthera - Phthirusa - Plicosepalus | - Psittacanthus - Scurrula - Septulina - Socratina - Sogerianthe - Spragueanella - Struthanthus - Tapinanthus - Taxillus - Tetradyas - Thaumasianthes - Tolypanthus - Trilepidea - Tripodanthus - Tristerix - Trithecanthera - Tupeia - Vanwykia |

## Distribució

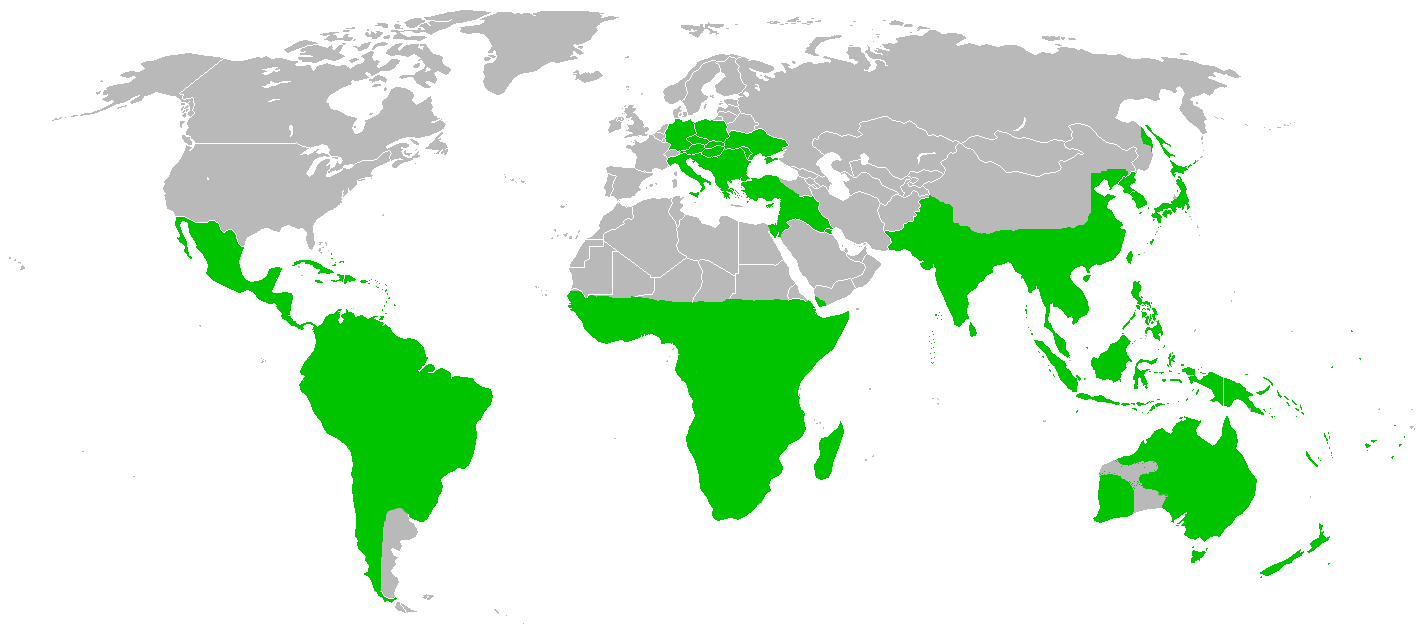
Distribució de les lorantàcies